# Lanugo flavipennis
Lanugo flavipennis là một loài tò vò trong họ Ichneumonidae.